# ویکتور اوگو مونسون
ویکتور اوگو مونسون (اسپانیایی: Víctor Hugo Monzón‎؛ زادهٔ ۱۲ نوامبر ۱۹۵۷) بازیکن فوتبال اهل گواتمالا بود.
از باشگاه‌هایی که در آن بازی کرده است می‌توان به باشگاه فوتبال مونیسیپال و باشگاه فوتبال آئورورا اشاره کرد.
وی همچنین در تیم ملی فوتبال گواتمالا بازی کرده است.